# Penk (Gemeinde Reißeck)
Penk ist ein Dorf im  Mölltal in Oberkärnten, und Ortschaft und Katastralgemeinde der Gemeinde Reißeck im Bezirk Spittal an der Drau in Kärnten.

## Geographie
Der Ort Penk liegt etwa 25 Kilometer nordwestlich von Spittal an der Drau und dem Millstätter See, um 663 m ü. A. links (nördlich) der Möll am Fuß des Kampleck (2523 m ü. A.) und seiner Talschulter, dem Zwenberg.
Zum Ortschaftsgebiet gehört auch das Dorf Kohlstatt, die Einzellage Kirchheimer, die Ruine Mölltheuer und die Strumitzenalm. Die Ortschaft umfasst etwa 100 Gebäude mit um die 320 Einwohnern.
Die Katastralgemeinde Penk umfasst mehrere Ortschaften: Napplach, Kohlstatt, Penk, Litzldorf, Gappen, Zwenberg und Moos. Diese haben zusammen etwa 800 Einwohner, auf 31,6 km². 
Napplach und Kohlstatt liegen südlich der Möll, Litzldorf, Zwenberg, Gappen und Penk auf der nördlichen Seite. Das Katastralgebiet umfasst dann auch – bis auf die Südosthänge am Taleingang, die den Pfaffenberg der Gemeinde Obervellach bilden – das ganze Zwenberger Tal, das sich nordostwärts in die Reißeckgruppe erstreckt, bis an Gamolnigspitze (2788 m ü. A.), Riekenkopf (2898 m ü. A.), Tristenspitz (2930 m ü. A.) und Groneck (2691 m ü. A.)
Zum Zählsprengel Penk der Gemeinde gehört dann auch Teuchl, das umfasst etwa 350 Gebäude mit um die 900 Einwohnern.
Nachbarortschaften und -katastralgemeinden
| KG Pfaffenberg (Gem. Obervellach) Gappen | Zwenberg                                    | KG Dornbach (Gem. Malta) |
| KG Obervellach (Gem. Obervellach)        | Kompassrose, die auf Nachbargemeinden zeigt |                          |
| Kohlstatt KG Teuchl                      |                                             | KG Zandlach Litzldorf    |

## Geschichte

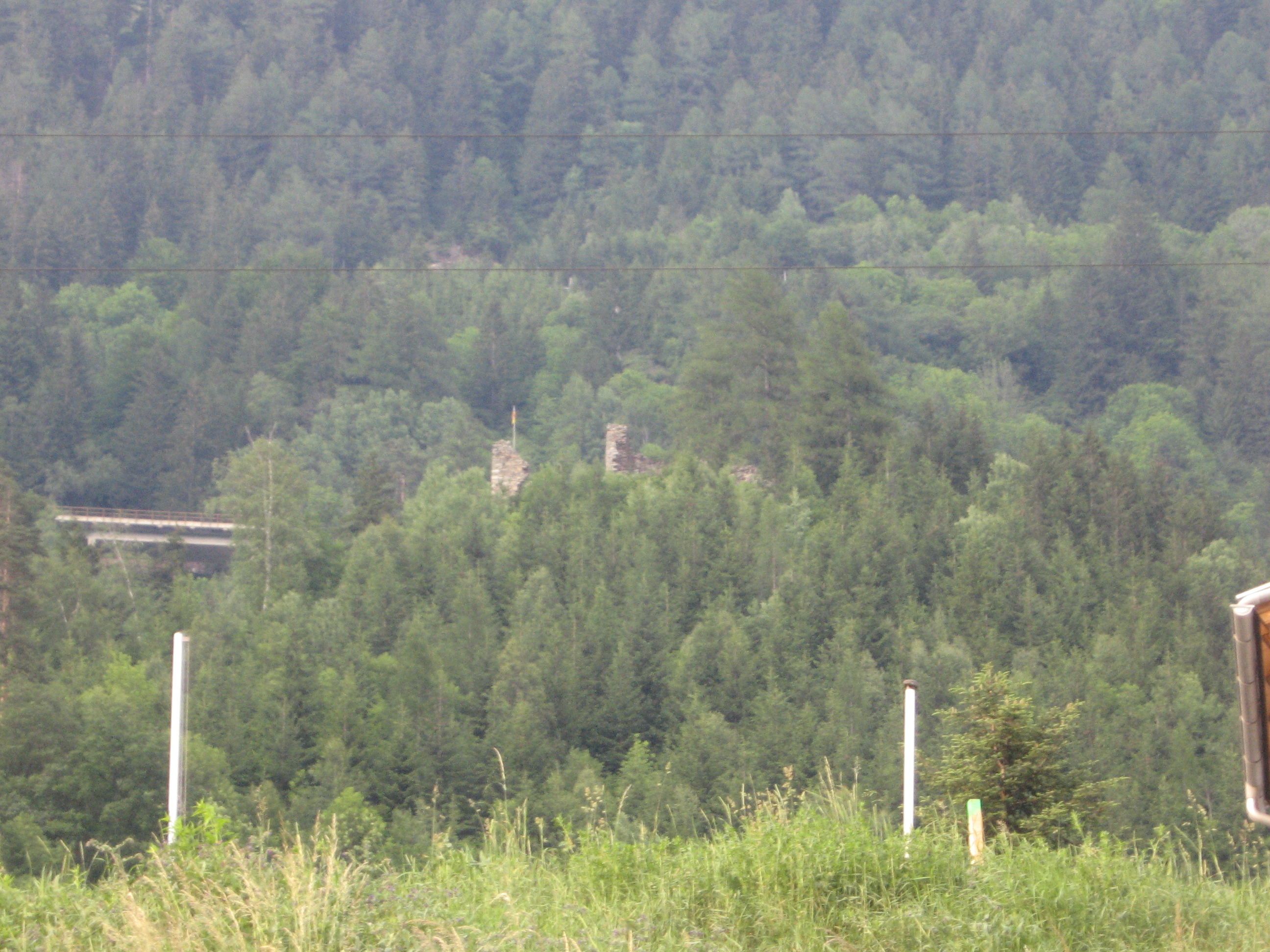
Burgruine Mölltheuer

Erstmals erwähnt wurde Penk als Pench in einer Schenkungsurkunde 1234, aus der gleichen Zeit stammt die Burgruine Mölltheuer. In der Ortschaft Penk befindet sich die katholische Pfarrkirche, St. Nikolaus. Erbaut wurde sie im 15. Jahrhundert, verändert in den Jahren 1714, 1766 und 1808.
Penk war bis 1973 eine eigene Gemeinde, dann wurde im Zuge einer Gemeindezusammenführung in Kärnten (Gemeindereform 1973) aus Penk, Kolbnitz und Mühldorf die Gemeinde Reißeck gegründet, welche Mühldorf 1992 wieder verließ.

## Verkehr und Infrastruktur

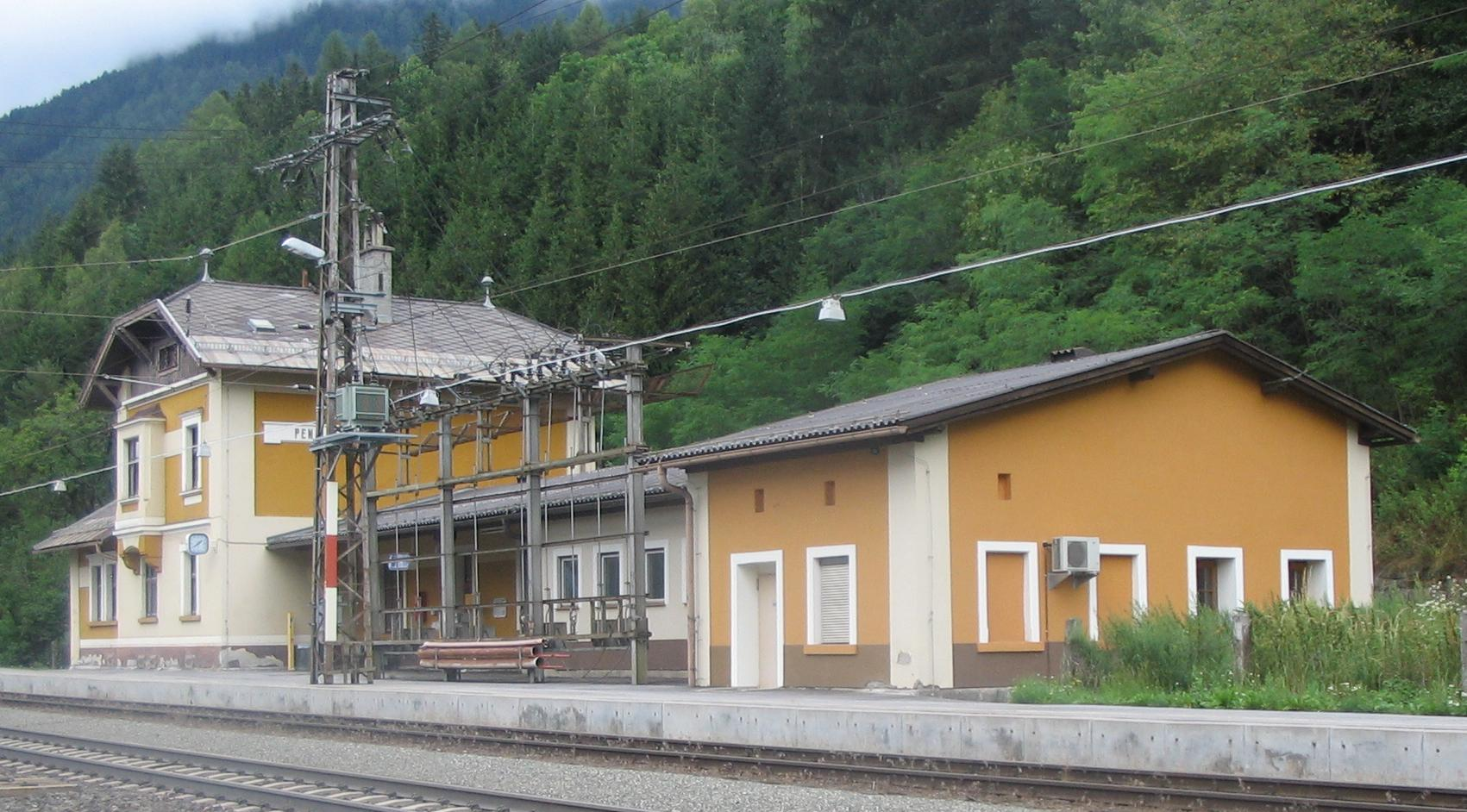
Bahnhof Penk

Von Penk aus kann der Danielsberg und der Ort Teuchl erreicht werden. Es gibt auch eine Haltestelle Penk der Tauernbahn, unterhalb von Zwenberg. Sie ist über Gappen erreichbar bzw. zu Fuß auch über einen Weg direkt von Penk. Heute wird die Station nur mehr von etwa vier Zügen pro Werktag genutzt, mit Fahrplanwechsel im Dezember 2019 entfallen auch diese letzten Personenhalte. 
In Penk befindet sich eine Volksschule. Sie wird von rund zehn Schülern besucht.

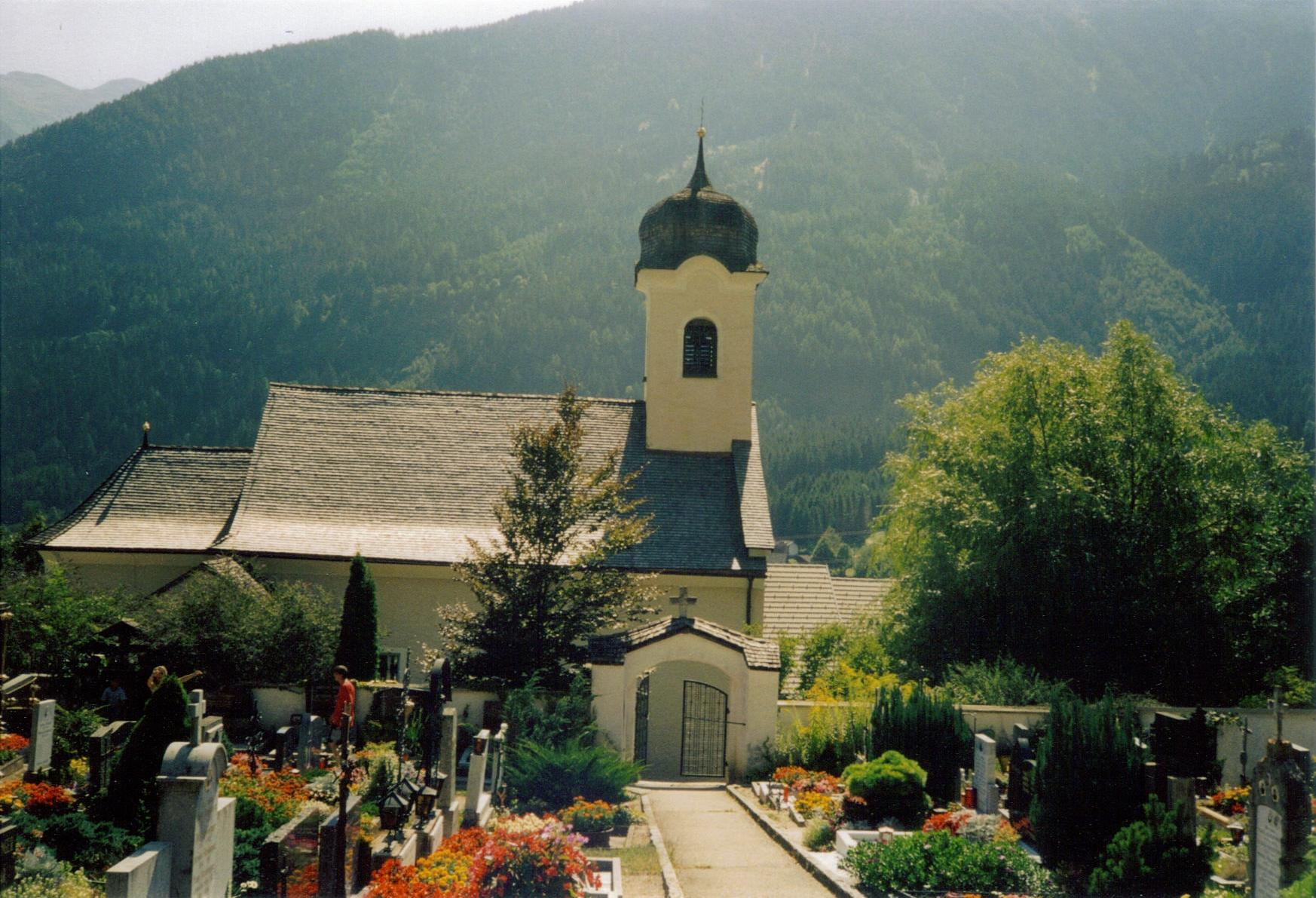
Die Kirche und der Friedhof
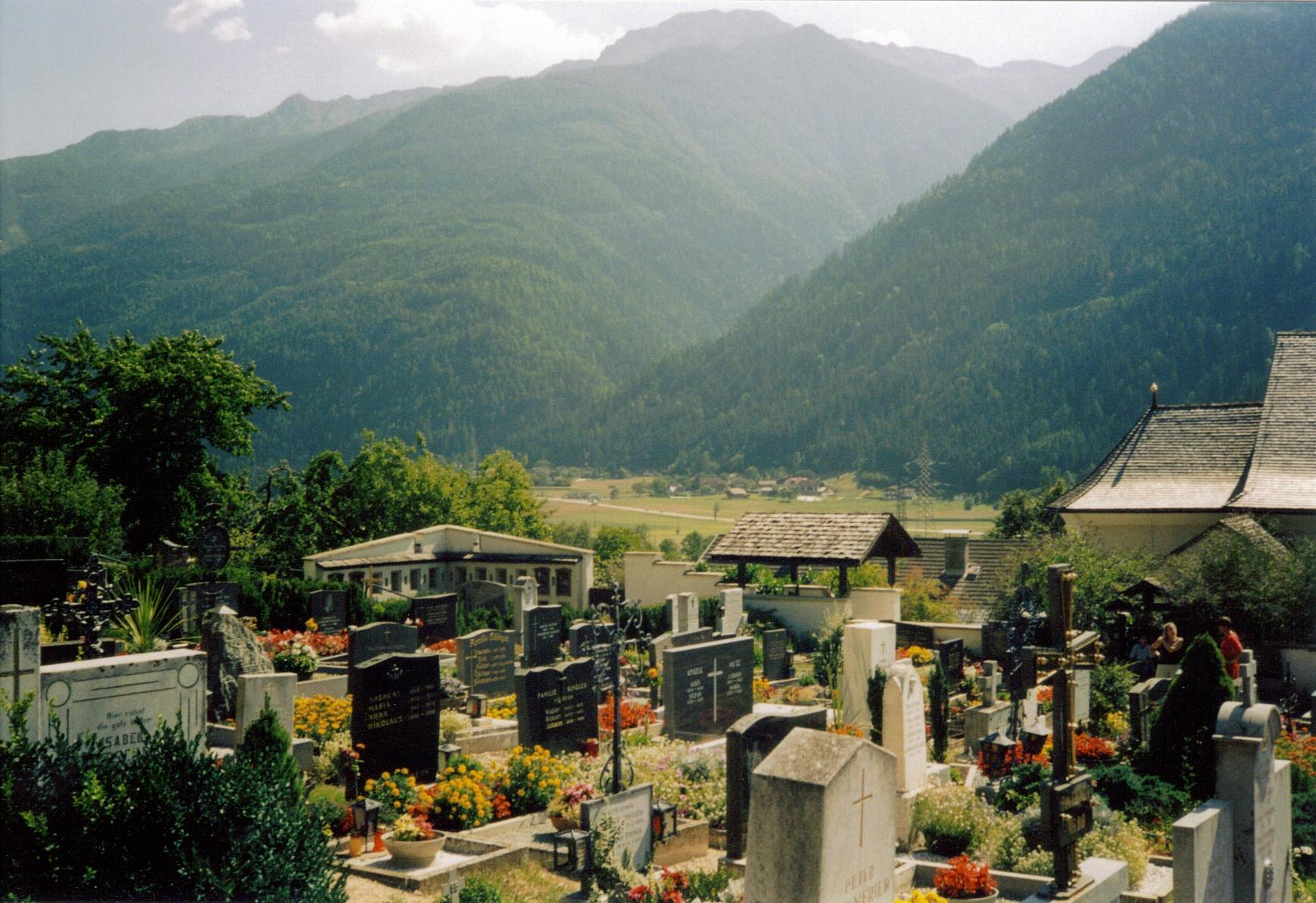
Der Friedhof
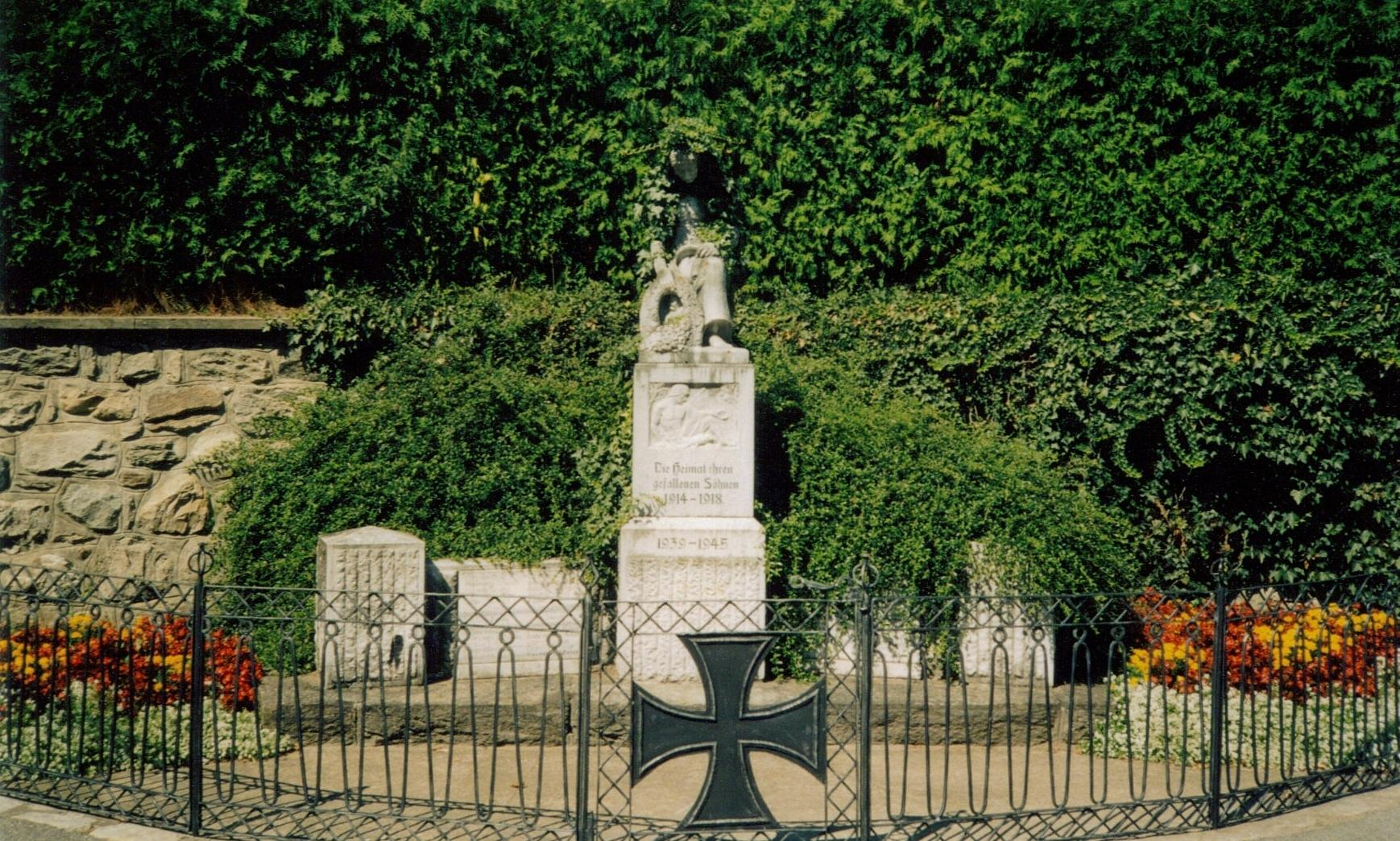
Das Kriegerdenkmal in Penk

In das Zwenberger Tal führt eine schöne Wanderroute, doch ist der Talschluss unwegsam. Erst in der Höhe passiert der Reißeckhöhenweg Penker Gebiet (von Bergstation Reißeckbahn nordwestwärts im Abschnitt Zwenberger Scharte – Zwenberger Törl).
Dazwischen liegen Unterer Zwenberger See (2229 m ü. A.) und Oberer Zwenberger See (2501 m ü. A.) und zahlreiche weitere kleine Karseen.